# Zuni
Zuni folket er et af de indianske pueblofolk i USA, som især bor i Zuni Pueblo og det omkringliggende område i New Mexico. Zuni sproget er et isoleret sprog, som ikke påviseligt er beslægtet med andre indianske sprog. Zunierne har formentlig boet som landbrugsfolk i samme område i mindst 3,000 til 4,000 år, og har muligvis været relateret til den arkæologiske Mogollón kultur. Zunierne er kendt for deres håndværk: flettede kurve, sølvsmedearbejde, vævede tekstiler; og også for deres religiøse traditioner som søger at holde hemmelige for udefrakommende. I 2000, var der 10,228 medlemmer af zunistammen.